# Mine de Musoshi
La mine de Musoshi, est une mine souterraine de cuivre située dans la province de Katanga en République démocratique du Congo.